# Екатерина Архимандритова
Екатерина (Катерина) Христова Архимандритова е българска просветна деятелка от Македония.

## Биография
Родена е в град Кукуш, тогава в Османската империя. През 1871 година е сред основателките на женското дружество „Възраждане“ в Солун. През 1876 година е учителка в град Гевгели. През 1882 – 1883 година учителства в град Струмица заедно с Арсени Костенцев и Христо Бучков. Митрополит Герасим Струмишки пише за нея:
| „ | Прѣзъ тази година мѫжкото училище било затваряно, но дѣвическото, благодарение на учителката Архимандритова, на нейното постоянство и енергия, сѫществувало повече. Въ всѣки случай, и едното и другото училище още тая година били затворени. | “ |

Учителства също и в Кукуш.